# Saison cyclonique 2008 dans l'océan Indien nord
La saison cyclonique 2008 dans l'océan Indien nord (cyclones tropicaux dans l'océan Indien nord) n'a pas de date spécifique de début ou de fin selon la définition de l'Organisation météorologique mondiale. Cependant, les cyclones dans ce bassin montrent un double pic d'activité en mai et en novembre.

## Noms des tempêtes 2008
La liste des noms qui a été utilisée pour nommer les tempêtes qui se sont formées dans le bassin cyclonique de l'océan Indien nord durant l'année 2008 a été proposée par les différents pays entourant le bassin. Ces noms sont utilisés séquentiellement et ne seront pas répétés dans les années ultérieurs.
| - Nargis - Abe - Khai-Muk - Nisha - Bijli |